# Julienne Lusenge
Julienne Lusenge, née en 1958, est une militante de la république démocratique du Congo connue pour son engagement envers les femmes victimes de violences sexuelles dans le Nord-Kivu et sa dénonciation des viols comme arme de guerre,. Elle est directrice exécutive du Fonds pour les Femmes congolaises (FFC) et cofondatrice et présidente de l'ONG Solidarité féminine pour la paix et le développement intégral (SOFEPADI).

## Biographie
Julienne Lusenge, elle est originaire de l'est de la République démocratique du Congo (RDC).  En 2000, elle a participé  à la création de l'association Solidarité Féminine pour la Paix et le Développement Intégral (SOFEPADI), qui dénonce l'usage du viol comme « arme de guerre » et demande que cette question soit replacée dans une prise en compte globale de la situation en RDC, à la fois économique, militaire, notamment en désarmant les groupes armés, et par un changement des mentalités en ce qui concerne les droits des femmes dans son pays. Son association mène également des actions de sensibilisation auprès de la population vivant dans l'Est du Congo, incitant à la mise en œuvre d'actions . Elle souligna que la lutte contre l'impunité judiciaire passe également par des actions auprès des policiers pour leur apprendre à rédiger les procès-verbaux lors des dépôts de plaintes pour des dénonciations de violences. L'association prodigue des soins dans la clinique Karibuni Wamama fondée à Bunia, ouverte en 2010, dans le Nord-Kivu.
Sidérée par les violences que subissaient les femmes durant les longues guerres de l’Est de la République Démocratique du Congo, elle prend position contre les milices d’occupation en Ituri (ex-Province Orientale) et s’active dans la promotion et l’autonomisation des droits de la femme. Elle déclare par exemple, dans une interview sur la chaine TV5 Monde, que des éléments de l'armée congolaise ont eux aussi commis des violences de ce type tout comme des Casques bleus de l'ONU.
Connue pour ses positions tranchées contre les personnalités politiques qui ne promeuvent pas les personnalités féminines, elle rate, pourtant pressentie et soutenue par les organisations féminines, au profit de Jeannine Mabunda, la nomination au poste de conseillère en matière des violences sexuelles de Joseph Kabila, président de la RDC.
Julienne Lusenge est également directrice exécutive du Fonds pour les Femmes congolaises (FFC) 
Le 8 mars 2021, elle reçoit, du département d'État des États-Unis, le Prix international de la femme de courage.
En juin 2023, elle est nommée coordinatrice adjointe du mécanisme national de suivi de l'accord-cadre d'Addis Abeba, et met en place en coordination avec le Réseau des femmes leaders africaines et d'autres,  des médiatrices Congolaises, une plateforme dénommée Synergie des femmes pour la paix et la sécurité.  
En juillet 2023, Julienne Lusenge reçoit le Prix des droits de l'homme des Nations unies,
Le 21 octobre 2023, elle est nommée membre du conseil d'administration du fonds volontaire des Nations unies pour les victimes des tortures pour une durée de trois ans.

## Interventions
Le 13 octobre 2015, Julienne Lusenge intervient auprès du Conseil de sécurité des Nations unies au cours du débat public sur les femmes, la paix et la sécurité. Lors de sa déclaration, elle dénonce les atrocités dont font l'objet les femmes en République démocratique du Congo, tout en réitérant son engagement en faveur de « l’implémentation de la résolution 1325 et l’intégration de la lutte contre les violences sexuelles dans les missions de maintien de la paix ». Cette résolution adoptée en 2000, demande qu'une attention particulière soit portée à la protection et à la prise en compte « des besoins particuliers et des droits fondamentaux des femmes et des enfants dans les situations de conflit ». Elle déclare : « Aujourd’hui, 15 ans après que la résolution 1325 a été adoptée, et sept ans après ma première présentation, je suis de nouveau en face de vous. Qu’est-ce que cette résolution pleine d’espoir a changé dans la vie des femmes en situation de conflits ? [...] La destruction au Congo dure depuis vingt ans; ça suffit maintenant. Après 15 ans de “bonnes intentions” il est grand temps maintenant de donner aux femmes l’autorité, les outils avec lesquels elles peuvent construire un monde meilleur pour tout le monde ».

## Distinctions
- 2013 : chevalière de la Légion d'honneur
- 2016 : Prix Ginetta Sagan, délivré par Amnesty International USA.
- 2018 : International Women's Rights Award délivré durant le Sommet de Génève pour les droits de l'homme et la démocratie[19]
- octobre 2021 : Prix Aurora pour avoir Éveillé l'Humanité, qui lui est octroyé au monastère arménien des Pères Mekhitaristes, situé sur l'île Saint-Lazare, Venise, Italie[15].
- 2023 : Prix des droits de l'homme des Nations unies